# Fuero de Santillana del Mar (1427)
El fuero de Santillana del Mar del año 1427 es una confirmación de los privilegios otorgados a la villa en el documento de 1209. Fue expedido por el rey Juan II de Castilla el 16 de junio.
Años antes Alfonso XI de Castilla había concedido nuevos privilegios a la abadía, eximiéndola de pagar ciertos impuestos.